# Stenocercus apurimacus
Stenocercus apurimacus este o specie de șopârle din genul Stenocercus, familia Tropiduridae, descrisă de Thomas H. Fritts în anul 1972. Conform Catalogue of Life specia Stenocercus apurimacus nu are subspecii cunoscute.